# حسنعلی کمال هدایت
حسنعلی کمال هدایت (۱۲۶۰–۱۳۳۵) ملقب به نصرالملک دولتمرد تکنوکرات دوران قاجار و پهلوی بود. 
او فرزند حسین‌قلی مخبرالدوله بود از بنیانگذاران تلگراف در ایران و برادرزاده مخبرالسلطنه و صنیع‌الدوله بود که از دولتمردان تأثیرگذار دوران قاجار و پهلوی بودند. در پاریس در رشتهٔ حقوق تحصیل کرد. پس از بازگشت به ایران وارد وزارت امور خارجه شد.
نصرالملک در انتخابات دورهٔ اول مجلس شورای ملی از طرف اعیان به وکالت رسید. در دورهٔ دوم نیز به عنوان نماینده تهران به مجلس راه یافت. در همین دوره مبتکر تأسیس وزارت دربار شاهنشاهی شد. با این انگیزه که تربیت احمد شاه را که آن زمان هنوز به سن قانونی نرسیده بود، زیر نظارت مجلس ببرد. .
در کابینهٔ اول حسن پیرنیا در ۲۳ اسفند ۱۲۹۳ به سمت وزیر پست و تلگراف و تجارت و فوائد عامه منصوب شد و تا سال ۱۲۹۹ پنج بار وزیر عدلیه، دو بار وزیر پست و تلگراف، دو بار وزیر تجارت و فوائد عامه و یک بار وزیر مشاور شد. در اسفند ۱۳۰۱ در دولت مستوفی‌الممالک وزیر مالیه شد اما در آستانه نوروز جای خود را به بهاء‌الملک قراگوزلو داد و عهده دار وزارت پست و تلگراف شد و تا پایان عمر این دولت در ۲۶ خرداد ۱۳۰۲ در این سمت بود. سال بعد همراه با پسرعمویش عزت‌الله هدایت (فرزند صنیع‌الدوله) امتیاز انحصاری تولید عصاره گیاه سس (سرده) را به مدت ده سال گرفت.  عصاره این گیاه که در کرمان و نواحی جنوبی ایران می‌روید، خواص دارویی دارد. 
سردارسپه حسنعلی کمال هدایت را به حکومت اصفهان فرستاد و هنگام انقضای سلطنت قاجار و انتقال قدرت به رضاخان، او در این سمت بود. سپس ولی فارس شد و در سالهای بعد به سفارت ایران در کشورهای عراق، ژاپن، افغانستان و واتیکان رسید. 
کمال هدایت از بهمن ۱۳۱۸ به ریاست دیوان محاسبات انتخاب شد. پس از شهریور ۱۳۲۰ محمدعلی فروغی در ترمیم کابینه‌اش در یازدهم اسفند ۱۳۲۰، او را به عنوان وزیر پست و تلگراف به مجلس معرفی کرد اما همان روز یک ساعت پس از کسب رأی اعتماد مجلس استعفا داد و کمال هدایت به وزارت نرسید. هدایت دو سال و نیم بعد در پنجم آذر ۱۳۲۳ در کابینهٔ سهام‌السلطان بیات به عنوان وزیر بازرگانی پیشه و هنر، سال پس از آن در کابینهٔ حکیم‌الملک به عنوان وزیر مشاور و در کابینه صدرالاشراف به عنوان وزیر دادگستری و دوباره در کابینه بعدی حکیم‌الملک به عنوان وزیر مشاور به مجلس معرفی شد.
با گشایش نخستین دوره مجلس سنا در سال ۱۳۲۸، کمال هدایت به نمایندگی تهران در این مجلس انتخاب شد.